# Турсунов, Ермек Каримжанович
Ермек Каримжанович Турсунов (каз. Ермек Кәрімжанұлы Тұрсынов, род. 20 июля 1961 года, село Нарынкол, Алматинская область, Казахская ССР, СССР) — казахский писатель, кинорежиссёр и сценарист. Заслуженный деятель Казахстана (2016).

## Биография
В юности играл за сборную Казахстана по мини-футболу.
В 1984 году окончил факультет журналистики КазНУ им. Аль-Фараби (бывший КазГУ).
После учебы работал переводчиком в отделе литературы и искусства газеты «Ленинская смена», в это же время начал и сам писать — стихи, поэмы, рассказы.
В 1988—1990 гг. находился в Москве, окончил ВКСР (направление «Кинодраматургия», мастерская Валерия Фрида и Александра Митты).
В 1991 году Ермек Турсунов работал в антиядерном движении «Невада  — Семипалатинск», как представитель неправительственной организации (НПО) уехал в США на обучение общественной деятельности. Вернувшись из США четыре года спустя, работал главным редактором газеты «Избиратель» (орган «Невады — Семипалатинска»). Затем работал генеральным директором Алматинского центра (филиала) государственной телерадиокомпании «Казахстан», ушел оттуда со скандалом; его прилюдно выводили из кабинета в наручниках, он отсидел несколько дней в тюрьме КНБ, но затем подозрения в коррупции были сняты. После освобождения Ермек Турсунов уехал из Казахстана, три года прожил в Европе. В 2004—2006 годах, вернувшись в Казахстан, работал пресс-секретарём  Фонда Сорос-Казахстан, исполнительным продюсером телерадиокомпании «31-й канал».
Режиссёрскую карьеру начал в 2008 году с постановки фильма «Невестка» (каз. Келін), рассказывающего о жизни первобытного общества. Кинокритиками было отмечено сходство стиля этой картины со знаменитым фильмом «Легенда о Нараяме» режиссёра Сёхэя Имамуры. Фильм был отобран Американской киноакадемией и вошёл в сокращённый список из девяти претендентов на получение премии «Оскар» в номинации Лучший фильм на иностранном языке.
В октябре 2012 года в прокат вышел следующий фильм режиссёра — «Старик» (каз. Шал), снятый по мотивам повести известного американского писателя Эрнеста Хэмингуэя «Старик и море».
- На XIII фестивале «Выбор года»[6] в городе Алматы «Шал» был признан «Фильмом года»[7].
- В 2012 году[8] фильм удостоен национальной премии Казахстана «Кулагер» как лучший фильм года[9].
- В 2013 году на фестивале «Киношок» фильму был вручен гран-при[10].
- В 2014 году фильм номинировался на премию «Ника» за лучший фильм стран СНГ и Балтии.

В марте 2014 году вышла семейная комедия Ермека Турсунова «Старуха» («Кемпір»), которую назвали казахским вариантом фильма «Любовь и голуби».
В январе 2015 года состоялась премьера фильма «Кенже», завершающей части трилогии («Келін», «Шал», «Кенже»). «Кенже» в переводе с казахского — «младший», в данном случае по сюжету имеется в виду младший брат. Картина адресована прежде всего молодежи.
В сентябре 2015 года на кинофестивале в Торонто был представлен фильм «Жат» («Бродяга»), снятый режиссёром по своему сценарию, написанному в студенческие годы. Картина об охотнике-одиночке, который идёт наперекор советской власти, отказывается идти на фронт воевать с немцами, сталкиваясь при этом с неожиданной реакцией соплеменников. Фильм выдвинут на соискание премии «Оскар» от Казахстана за 2015 год, был номинирован на «Азиатский Оскар» (Asia Pacific Screen Awards) в категории «Достижения в области режиссуры». На 19-м фестивале «Тёмные ночи» в Таллине фильм был награждён премией NETPAC.
В феврале 2018 года Ермек Турсунов был избран председателем правления Союза кинематографистов РК.
Член Национального совета общественного доверия при Президенте Республики Казахстан (17.07.2019-01.2021). Происходит из племени найман, Среднего жуза.

## Выступление за застройку урочища Кок-Жайляу
В 2018 году сразу после своего назначения председателем правления Союза кинематографистов РК, выступил за строительство скандального горнолыжного курорта в заповедном урочище Кок-Жайляу на природоохранной территории Иле-Алатауского природного парка. Жителей, общественников, защитников природы, экологов, выступающих против коррумпированного, антиэкологичного проекта строительства  горнолыжного курорта Кок-Жайляу, Турсунов назвал бездельниками, горлопанами, балаболами и крикунами.

## Фильмография

### Режиссёр
| Год  |   | Русское название                        | Оригинальное название | Роль     |
| ---- | - | --------------------------------------- | --------------------- | -------- |
| 2008 | ф | Невестка                                | Келін                 | режиссёр |
| 2011 | ф | Семь майских дней                       | Мамырдың жеті күні.   | режиссёр |
| 2012 | ф | Старик                                  | Шал                   | режиссёр |
| 2014 | ф | Старуха                                 | Кемпір                | режиссёр |
| 2015 | ф | Младший                                 | Кенже                 | режиссёр |
| 2015 | ф | Бродяга                                 | Жат                   | режиссёр |
| 2018 | ф | Хранитель (Киномеханик — раб. название) | Шырақшы               | режиссёр |

### Сценарист
- 2015 — «Жат», режиссёр Ермек Турсунов
- 2015 — «Кенже», режиссёр Ермек Турсунов
- 2014 — «Кемпір», режиссёр Ермек Турсунов
- 2012 — «Шал» / «Старик», режиссёр Ермек Турсунов
- 2009 — «Кто вы, господин Ка?» («Волчий след», «Цветочник»), режиссёр Хуат Ахметов
- 2009 — «Сабалак» (анимационный), совместно с Тимуром Бекмамбетовым
- 2008 — «Мустафа Шокай», режиссёр Сатыбалды Нарымбетов
- 2008 — «Невестка» / Келін, режиссёр Ермек Турсунов
- 2008 — «Подарок Сталину», режиссёр Рустем Абдрашев
- 2008 — «Баксы́», совместно с Сергеем Бодровым и Гульшад Омаровой
- 2007 — «Ближний бой», режиссёр Еркен Ялгашев
- 2007 — «Лоскутное одеяло» / Құрақ көрпе, режиссёр Рустем Абдрашов — награда за лучший сценарий на кинофестивале «Киношок» в 2007 году[21]
- 1993 — «Абулхаир-хан», режиссёр Виктор Пусурманов
- 1990 — «Мытарь», лауреат драматургического конкурса «Золотое перо», г. Москва[22]

## Книги
- 24 декабря 2009 года — состоялась презентация романа «Мамлюк», в котором Ермек Турсунов рассказал о жизни известного полководца Бейбарса, султана Египта и Сирии из династии бахритов[23].
- 12 июля 2010 года — выпущена книга «Семь майских дней»[24]. Ермек Турсунов написал её вместе с полицейским Курманбеком Артыкбаевым, в 2011 году по книге был снят одноимённый фильм[25].
- 8 декабря 2016 года — при поддержке частного фонда Досыма Сатпаева состоялась презентация книги «Мелочи жизни»,[26] в книге 7 разделов. В жанре устного рассказа.[27] 2017 году премия «Книга года» по версии L’Officiel Awards 2017.[28]
- 15 декабря 2017 года также при поддержке частного фонда Досыма Сатпаева вышла очередная книга "Жили-были".[29]